# Taiyangsheng
Taiyangsheng (kinesiska: 太阳升, 太阳升镇) är en köping i Kina. Den ligger i provinsen Heilongjiang, i den nordöstra delen av landet, omkring 160 kilometer väster om provinshuvudstaden Harbin. Antalet invånare är 12 465. Befolkningen består av 6 126 kvinnor och 6 339 män. Barn under 15 år utgör 15,0 %, vuxna 15-64 år 78 %, och äldre över 65 år 6,0 %.
Genomsnittlig årsnederbörd är 710 millimeter. Den regnigaste månaden är juli, med i genomsnitt 193 mm nederbörd, och den torraste är januari, med 5 mm nederbörd.